# Modérateur (droit canonique)
Un modérateur, selon le Code de droit canonique de 1983, est le président d'une association de fidèles. Le terme modérateur remplace le terme « chef » qui était utilisé dans le Code de droit canonique de 1917.

## Historique
Dans le droit canonique de 1917, les associations ou pieuses unions, institutions qui précédaient les associations de fidèles du Code de 1983, était présidées par un « chef » (en latin, officialis) selon C. 697 CIC/17.
Depuis 1983, le président d'une association de fidèles porte le titre « modérateur », C. 309 CIC/83.

## Procédure de nomination
La procédure de nomination d'un modérateur dépend des statuts de l'association et de son statut canonique. 
Si l'association est « publique », l'autorité ecclésiastique compétente (l'évêque du lieu, le supérieur religieux ou le Saint-Siège) doivent en confirmer la nomination, selon C. 317 CIC/83. Une association privée désigne son modérateur librement, selon ses statuts, C. 324 CIC/83.

## Exemples d'appellations diverses
- La Communauté de l'Emmanuel, association publique de fidèles, est dirigée par un « modérateur général ».
- L’Union internationale des guides et scouts d'Europe, association privée internationale de fidèles, est dirigée par un « commissaire fédéral ».
- La Fraternité de Communion et Libération est une association universelle de laïcs, dirigée par un « président ».
- La Communauté Saint-Martin, association publique cléricale, est dirigée par un « modérateur général ».
- La Communauté de vie chrétienne, association de fidèles, est dirigée par le président de son conseil exécutif[5]
- La Société Jean-Marie-Vianney, association internationale de prêtres diocésains, est dirigée par un « modérateur général ».